# Baile en la ciudad
Baile en la ciudad (en francés, Danse à la ville) es un óleo sobre lienzo realizado en 1883 por el pintor francés Pierre-Auguste Renoir. Sus dimensiones son de 180 × 90 cm. La pieza forma conjunto con Baile en el campo.
El modelo masculino de este cuadro fue Paul Auguste Lothe, mientras que el femenino fue Suzanne Valadon, quien en la época en la que posó para este cuadro, estaba esperando un hijo, el futuro pintor Maurice Utrillo.
La postura de los personajes desvela que están bailando un vals, el único baile de la época donde las parejas podían bailar pegadas. La obra, a tamaño natural, emana elegancia y distinción; el bailarín representa una silueta y la joven simboliza el refinamiento de la moda parisina de la época.
Se expone en el Museo de Orsay, París.